# Casillas de Coria (kommunhuvudort)
Casillas de Coria är en kommunhuvudort i Spanien.   Den ligger i provinsen Provincia de Cáceres och regionen Extremadura, i den centrala delen av landet, 250 km väster om huvudstaden Madrid. Casillas de Coria ligger 251 meter över havet och antalet invånare är 492.
Terrängen runt Casillas de Coria är huvudsakligen platt. Casillas de Coria ligger nere i en dal. Runt Casillas de Coria är det ganska glesbefolkat, med 21 invånare per kvadratkilometer. Närmaste större samhälle är Coria, 8,8 km öster om Casillas de Coria. Trakten runt Casillas de Coria består till största delen av jordbruksmark.